# Citharinidae
A Citharinidae a csontos halak (Osteichthyes) főosztályának sugarasúszójú halak (Actinopterygii) osztályába, a pontylazacalakúak (Characiformes) rendjébe tartozó család.
2 alcsalád, 20 nem és 78 faj tartozik a családhoz.
Egyes rendszerekben a Distichodontinae alcsaládot önálló családként sorolja be  Distichodontidae néven

## Rendszerezés
Az alábbi alcsaládok, nemek és fajok tartoznak a családhoz.

### Citharininae
A Citharininae alcsaládba 1 nem tartozik
- Citharidium (Boulenger, 1902) – 1 faj
  - Citharidium ansorgii

- Citharinops (Daget, 1962) – 1 faj
  - Citharinops distichodoides

- Citharinus (Cuvier, 1816) – 6 faj
  - Citharinus citharus
  - Citharinus congicus
  - Citharinus eburneensis
  - Citharinus gibbosus
  - Citharinus latus
  - Citharinus macrolepis

### Distichodontinae
A Distichodontinae alcsaládba 17 nem tartozik
- Belonophago (Giltay, 1929) – 2 faj
  - Belonophago hutsebouti
  - Belonophago tinanti

- Congocharax (Matthes, 1964) – 3 faj
  - Congocharax gossei
  - Congocharax olbrechtsi
  - Congocharax spilotaenia

- Distichodus (Müller & Troschel, 1844) – 23 faj
  - Distichodus affinis
  - Distichodus altus
  - Distichodus antonii
  - Distichodus atroventralis
  - Distichodus brevipinnis
  - Distichodus decemmaculatus
  - Distichodus engycephalus
  - Distichodus fasciolatus
  - Distichodus hypostomatus
  - Distichodus kolleri
  - Distichodus langi
  - Distichodus lusosso
  - Distichodus maculatus
  - Distichodus mossambicus
  - Distichodus nefasch
  - Distichodus niloticus
  - Distichodus noboli
  - Distichodus notospilus
  - Distichodus petersii
  - Distichodus rostratus
  - Distichodus rufigiensis
  - Distichodus schenga
  - Distichodus sexfasciatus

- Dundocharax (Poll, 1967) – 1 faj
  - Dundocharax bidentatus

- Eugnathichthys (Boulenger, 1898) – 2 faj
  -  Eugnathichthys eetveldii
  - Eugnathichthys macroterolepis

- Hemigrammocharax (Pellegrin, 1923) – 9 faj
  - Hemigrammocharax angolensis
  - Hemigrammocharax lineostriatus
  - Hemigrammocharax machadoi
  - Hemigrammocharax minutus
  - Hemigrammocharax monardi
  - Hemigrammocharax multifasciatus
  - Hemigrammocharax ocellicauda
  - Hemigrammocharax uniocellatus
  - Hemigrammocharax wittei

- Hemistichodus (Pellegrin, 1900) – 3 faj
  - Hemistichodus lootensi
  - Hemistichodus mesmaekersi
  - Hemistichodus vaillanti

- Ichthyborus (Günther, 1864) – 3 faj
  - Ichthyborus besse
  - Ichthyborus monodi
  - Ichthyborus ornatus
  - Ichthyborus quadrilineatus

- Mesoborus (Pellegrin, 1900) – 1 faj
  - Mesoborus crocodilus

- Microstomatichthyoborus (Nichols and Griscom, 1917) – 2 faj
  -  Microstomatichthyoborus bashforddeani
  - Microstomatichthyoborus katangae

- Nannaethiops (Günther, 1872) – 2 faj
  -  Nannaethiops bleheri
  - Nannaethiops unitaeniatus

- Nannocharax (Günther, 1867) – 24 faj
  - Nannocharax altus
  - Nannocharax ansorgii
  - Nannocharax brevis
  - Nannocharax elongatus
  - Nannocharax fasciatus
  - Nannocharax fasciolaris
  - Nannocharax gracilis
  - Nannocharax hollyi
  - Nannocharax intermedius
  - Nannocharax latifasciatus
  - Nannocharax lineomaculatus
  - Nannocharax luapulae
  - Nannocharax macropterus
  - Nannocharax maculicauda
  - Nannocharax micros
  - Nannocharax niloticus
  - Nannocharax occidentalis
  - Nannocharax ogoensis
  - Nannocharax parvus
  - Nannocharax procatopus
  - Nannocharax pteron
  - Nannocharax rubrolabiatus
  - Nannocharax schoutedeni
  - Nannocharax taenia

- Neolebias (Steindachner, 1894) – 10 faj
  - Neolebias ansorgii
  - Neolebias axelrodi
  - Neolebias gracilis
  - Neolebias kerguennae
  - Neolebias lozii
  - Neolebias philippei
  - Neolebias powelli
  - Neolebias trewavasae
  - Neolebias trilineatus
  - Neolebias unifasciatus

- Paradistichodus (Pellegrin, 1922) – 1 faj
  - Paradistichodus dimidiatus

- Paraphago (Boulenger, 1899) – 1 faj
  - Paraphago rostratus

- Phago (Günther, 1865) – 3 faj
  - Phago boulengeri
  - Phago intermedius
  - Phago loricatus

- Xenocharax (Günther, 1867) – 1 faj
  - Xenocharax spilurus